# Ривис, Томас
Сэр Томас Ривис (англ. Thomas Ryves) — английский юрист, специалист по церковному и морскому праву.

## Биография
Томас Ривис родился около 1583 года и был восьмым сыном Джона Ривиса из Дамури-корта (англ. Damory Court) близ Бланфорда в Дорсете и его жены Элизабет Мервин (англ. Elizabeth Mervyn). Он принадлежал к достаточно заметной семье: его брат сэр Уильям Ривис стал генеральным прокурором Ирландии и судьёй суда королевской скамьи Ирландии, другой брат, Джордж — мастером Нового колледжа Оксфорда. Его кузен Бруно Ривис был деканом Виндзора и Чичестера. Родственником Ривисов был также предшественник Уильяма на посту генерального прокурора сэр Дж. Дэвис.
Томас поступил в Винчестерский колледж в 1590 году и закончил Новый колледж Оксфорда в 1598 году. В 1605 году он стал бакалавром общего права и доктором в 1610 году. Также он некоторое время учился во Франции. В 1612 году он стал адвокатом в Doctors' Commons.
Карьера братьев Томаса и Уильяма Ривисов была тесно связана с Джоном Дэвисом. В 1612 году Томас сопровождал Дэвиса в его возвращении в Ирландию, где сослужил «хорошую службу», помогая управлять парламентом Ирландии в 1613 году, где Дэвис после ожесточённой борьбы был избран спикером палаты общин. В 1617 году Томас Ривис стал судьёй ирландского суда факультетов, в связи с чем начался его долгий спор с Джеймсом Ашшером о том, может ли этот пост занимать не клирик. Несмотря на то, что на этом посту Ривис пользовался большим уважением, вскоре ему пришлось подать в отставку.
В 1621 году он вернулся в Англию, где приобрёл большую практику в Адмиралтейском суде. В 1625 году он стал адвокатом короля, а в следующем году мастером Суда запросов. В 1636 году он стал судьёй по Дувру а затем по Пяти портам.
Когда разразилась Английская революция он принял сторону короля и, несмотря на преклонный возраст участвовал в нескольких сражениях и был ранен. В 1648 году Карл I выбрал его одним из своих представителей на переговорах с Парламентом.
Томас Ривис умер в 1652 году в Лондоне и был похоронен в St Clement Danes. Его брак с NN Уолдрон (англ. Waldron) был бездетен.

## Труды
Томас Ривис опубликовал несколько работ по правоведению и истории мореплавания. Его самое известное произведение The Poor Vicar’s Plea (1620) посвящено обоснованию права викариев получать десятину.
В 1626 году Ривис опубликовал трактат в защиту памяти византийского императора Юстиниана I от нападок Никколо Алеманни («Imperatoris Ivstiniani defensio adversvs Alemannum»).

### Издания
- Ryves T. The Poor Vicar's Plea; Declaring, That a Competency of Means Is Due to Them Out of the Tythes of Their Several Parishes, by Thomas Ryves. — BiblioBazaar, 2010. — 134 p.

### Исследования
- Pollard A. F. Ryves, Thomas // Dictionary of National Biography. — 1897. — Т. 50. — С. 72—73.